# William Powell Frith
Pour les articles homonymes, voir Frith.
William Powell Frith, né le 19 janvier 1819 à Aldfield et mort le 9 novembre 1909 à St. John's Wood (Londres), est un peintre britannique.
Spécialiste des sujets de genre et des œuvres narratives panoramiques de la vie à l’époque victorienne, il est décrit comme le « plus grand peintre britannique de la scène sociale depuis Hogarth ». Il est élu à la Royal Academy en 1852.

## Vie et carrière

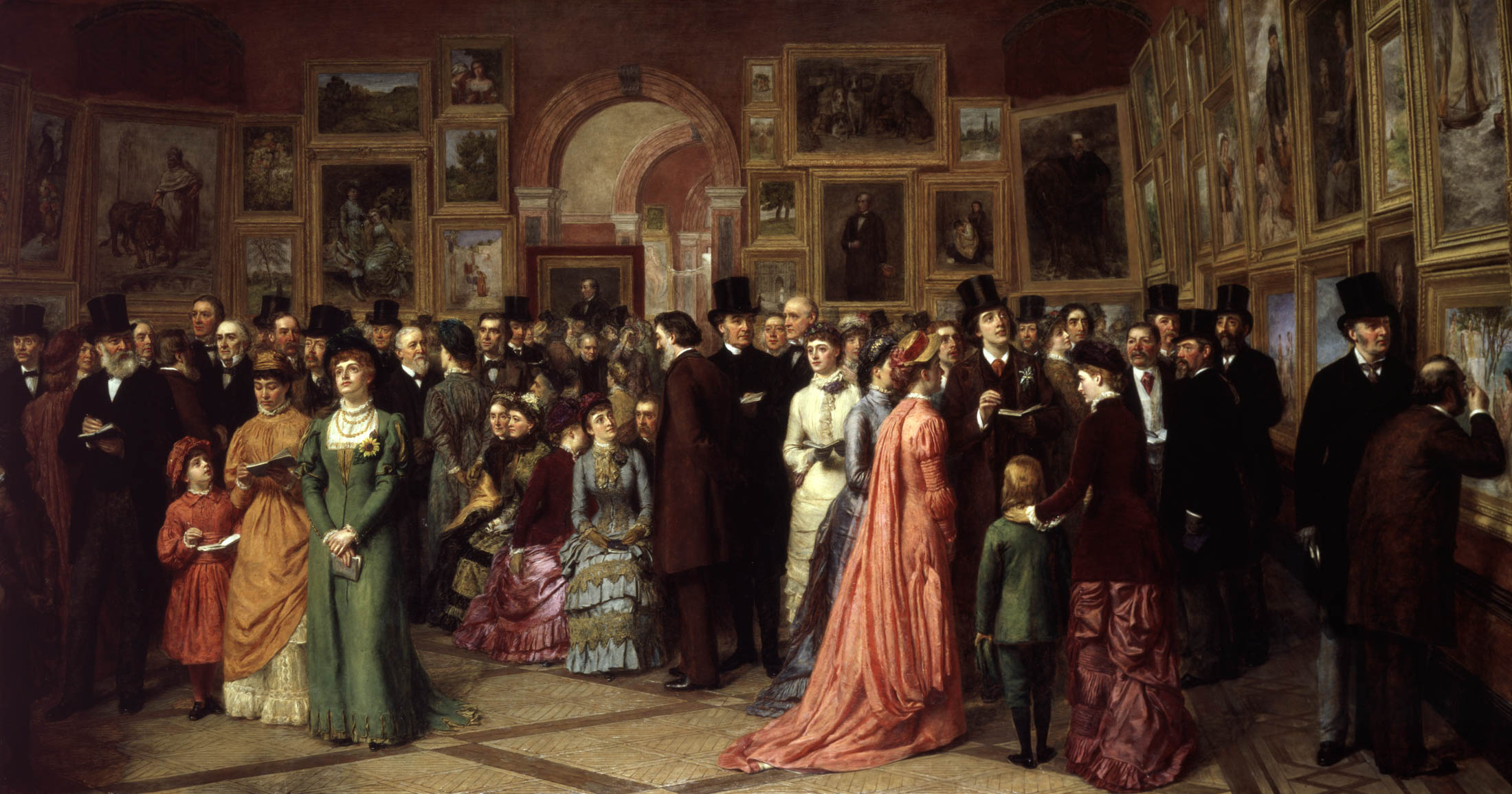
A Private View at the Royal Academy, 1881, 1883, « panorama » de Frith illustrant le monde de l’art de son époque à un vernissage, brocardant l’influence d’Oscar Wilde et de l’esthétisme. Wilde est le personnage principal, à droite, derrière le garçon en vert.

En 1835, Frith, dont le père, hôtelier à Harrogate, l’encourage à étudier l’art, monte à Londres où il commence à étudier l’art à l’Académie Sass de Charlotte Street, avant d’intégrer les Royal Academy Schools. Ayant commencé sa carrière comme portraitiste, il expose d’abord à la British Institution en 1838. Dans les années 1840, le sujet de ses œuvres repose souvent sur l’œuvre d’écrivains comme Laurence Sterne ou de Charles Dickens, dont il réalise le portrait.
Frith appartient également au groupe d’artistes victorien « The Clique » fondé par Richard Dadd. Les sujets domestiques très populaires peints par David Wilkie constituent la principale source d’influence de son œuvre. Le célèbre tableau de Wilkie The Chelsea Pensioners stimule la création de ses compositions les plus célèbres. Reprenant le précédent établi par Wilkie, mais aussi en imitant le travail de son ami Dickens, Frith crée de complexes compositions à multiples personnages représentant la gamme complète du système de classe victorien de réunion et interagissant dans les lieux publics. Dans Ramsgate Sands, Life at the Seaside (1854), il dépeint les visiteurs et les artistes dans la station balnéaire. Ensuite, il peint The Derby Day, qui dépeint des scènes parmi la foule aux courses d’Epsom Downs, qui est basée sur des études photographiques par Robert Howlett. Achetée en 1858 par Jacob Bell pour 1 500 £, cette composition est si populaire qu’il faut installer un rail de protection spécial lorsqu’elle est exposée à la Royal Academy of Arts. The Railway Station, qui montre une scène de la gare de Paddington, est un autre tableau bien connu. En 1865, Frith est retenu pour peindre le mariage du prince de Galles.

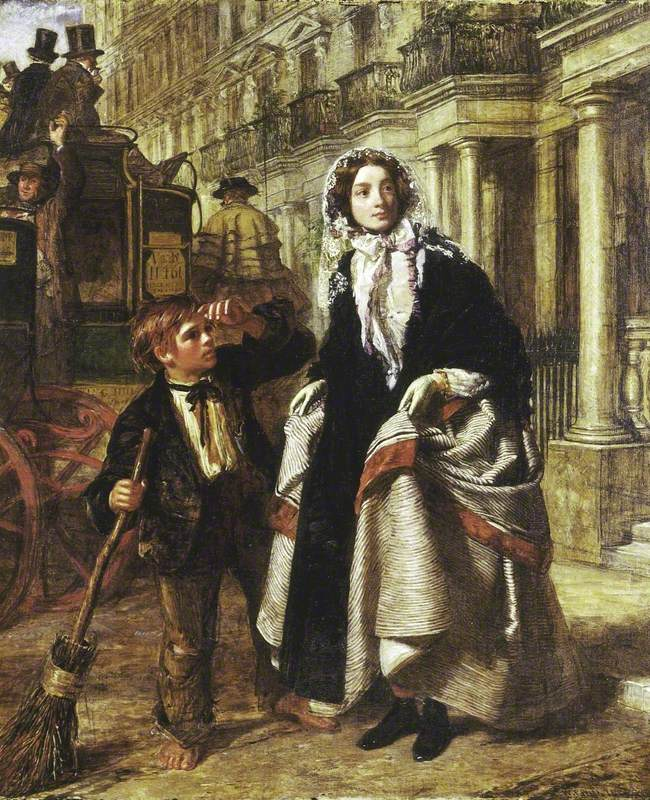
The Crossing Sweeper (1858) Ce tableau est décrit comme « innovant dans sa description du télescopage entre la richesse et la pauvreté dans une rue de Londres. »

Il peint, par la suite, deux séries de cinq tableaux chacun, qui racontent des histoires morales dans le style de William Hogarth : Road to Ruin (1878), sur les périls du jeu et Race for Wealth (1880) sur la spéculation financière téméraire. En 1890, il se retire de la Royal Academy mais continue à exposer jusqu’en 1902.
Frith est un traditionaliste ; il n’a pas dissimulé son aversion pour les développements de l’art moderne dans quelques autobiographies, My Autobiography and Reminiscences (1887) et Further Reminiscences (1888), et d’autres écrits sortis de sa plume. C’est également un ennemi invétéré du préraphaélisme et de l’esthétisme, qu’il brocarde dans son tableau A Private View at the Royal Academy (1883), dans lequel Oscar Wilde est portraituré en train de discourir sur l’art tandis que les amis de Frith regardent d’un air réprobateur. Les autres traditionalistes comme Frederic Leighton, le peintre John Everett Millais et le romancier Anthony Trollope sont également représentés dans ce tableau.
La vie domestique de Frith est curieuse : en contraste marqué avec les scènes familiales vertueuses qu’il représente dans des tableaux comme Many Happy Returns of the Day, il entretient, tout en étant marié à sa femme, Isabelle, avec qui il a douze enfants, à quelques pas de chez lui, son ancienne pupille Marie Alford comme maîtresse, avec qui il a sept enfants supplémentaires. À la mort d’Isabelle en 1880, Frith épouse Marie. Dans ses dernières années, il peint de nombreuses copies de ses tableaux célèbres, ainsi que des œuvres plus osées, tels que After the Bath. Les écrits de Frith, qui est renommé comme conteur, notamment son autobiographie prolixe, sont très populaires.
En 1856, Robert Howlett photographie Frith à « The Photographed Institute », dans le cadre d’une série de portraits de « grands artistes ». L’image est au nombre d’un groupe exposé à l’Art Treasures Exposition de Manchester en 1857. Il repose au cimetière de Kensal Green, à Londres.
La maison à Londres où il meurt en 1909, le 114 Clifton Hill (une route à St. John's Wood qui traverse Abbey Road) est marquée avec une blue plaque commémorative.

## Expositions
Une grande rétrospective de son œuvre en Grande-Bretagne est organisée en novembre 2006 à la Galerie d’art Guildhall de Londres. En mars 2007, elle est transférée à la Mercer Art Gallery de Harrogate. L’étude de Frith pour sa dernière œuvre majeure, The Private View, 1881, est à la Mercer Art Gallery.

## Écrits
- (en) My Autobiography and Reminiscences, Londres, Richard Bentley and Son, 1888. (BiblioBazaar reprint, 2009:  (ISBN 1116497743))
- (en) Further Reminiscences, London, R. Bentley, 1888.

## Honneur
Chevalier de l'ordre de Léopold (Belgique, 5 octobre 1866).